# 열세살, 수아
"열세살 수아"는 2007년에 개봉한 대한민국의 영화이다. OST에는 자우림이 참여했다.

## 캐스팅
- 이세영 - 수아 역
- 추상미 - 영주 역
- 김윤아 - 윤설영 역
- 유현지 - 예린 역
- 최명수 - 영표 역
- 정지안 - 은지 역
- 신민규 - 대현 역
- 정진권 - 대현 부
- 김인숙 - 토스트아줌마 역
- 김지웅 - 삐에로 역
- 김명환 - 축구부 코치 역
- 김희순 - 땅콩아줌마 역
- 조용상 - 영호 역
- 정종열 - 원조남 역
- 전헌태 - 파카남 역
- 최혜경 - 시장아줌마 역
- 탁용신 - 지하철할아버지 역
- 임형규 - 라디오할아버지 역
- 박주용 - 지하철 연인 남 역
- 김은경 - 지하철 연인 여 역
- 이부열 - 늙은수위 역
- 전춘근 - 만두가게 아줌마 역
- 최임정 - 인형가게 점원 역
- 강홍렬 - 취객 1 역
- 이종섭 - 취객 2 역
- 임지환 - 취객 3 역
- 김동림 - 경찰 1 역
- 서승인 - 경찰 2 역
- 민현정 - 예린친구 역
- 유정아 - 여중생 역
- 이수범 - 축구부원 1 역
- 배한울 - 축구부원 2 역
- 차봉길 - 축구부원 3 역
- 정연아 - 라디오 DJ 역
- 박지영 - 청취자 역

## 사운드트랙
| #            | 제목         | 작사·작곡    | 편곡           | 재생 시간 |
| ------------ | ------------ | ------------ | -------------- | --------- |
| 1.           | 〈프리지아〉 | 김윤아       | 자우림, 이정아 | 3:57      |
| 2.           | 〈꽃〉       | 이선규       | 이선규         | 3:50      |
| 총 재생 시간 | 총 재생 시간 | 총 재생 시간 | 총 재생 시간   | 7:47      |